# 王珍 (臺灣知府)
王珍（？—1721年），字雄樵，山西長治人，清朝官員。王珍臺灣知府任內因縱容兒子橫徵暴斂，引爆了朱一貴事件，後卒於任內。

## 生平
康熙二十年（1681年）辛酉科副貢。康熙五十五年（1716年）由刑部貴州司郎中陞任臺灣府知府，康熙五十六年（1717年）以知府身分護理福建分巡臺灣廈門道。康熙六十年（1721年）春以臺灣知府兼攝鳳山縣知縣。1720年福建巡撫呂猶龍題參王珍等虧空官銀15萬兩。王珍為彌補財政上的漏巵，令次子代攝鳳山知縣。其次子趁機巧立名目，橫徵暴歛，農民不從便加以拘補囚禁，造成鳳山縣農民普遍的痛苦。
同年，臺灣發生大地震，引起海水漲潮，民眾為了謝神而合請戲班唱戲，衙門竟以「無故結拜」為罪名逮捕四十多人，之後又以違反禁令為由逮捕二百多名入山砍竹子的鄉民，並要求這些民眾繳錢了事，否則要被打四十大板，甚至要被驅回大陸原籍。朱一貴（閩南民系領導者）、杜君英（潮州民系領導者）等人遂發動起事，是為朱一貴事件。

## 註解
1. ↑  . nrch.culture.tw.   [2018-07-30]. （原始内容存档于2020-05-06）.
2. ↑  《臺案彙錄己集》/卷一/二、朱一貴供詞　令伊次子□□□□□□間要糧，每石要折銀七錢二分。百□□□□□眾人俱各含怨。續因地震、海水泛漲，眾百姓合夥謝神唱戲，知府王正又令伊次子去說百姓無故拜把，拿了四十餘人監禁；又拿了砍竹的二、三百人，將給錢的放了，不給錢的責四十板，俱逐過海，攆回原籍